# Benoît Trémoulinas
Benoît Trémoulinas, född 28 december 1985 i Lormont, är en fransk före detta fotbollsspelare. Han spelade under sin karriär för Bordeaux, Dynamo Kiev, Saint-Étienne och Sevilla.